# Herman Jacob Kist (1836-1912)
Herman Jacob Kist (Leiden, 25 december 1836 – Laren (NH), 2 juni 1912) was een Nederlands jurist en politicus.
Hij is een telg uit het geslacht Kist en werd geboren als zoon van Nicolaas Christiaan Kist (1793-1859) die in Leiden hoogleraar godgeleerdheid was. In 1855 ging hij in zijn geboorteplaats rechten studeren en in februari 1861 promoveerde hij op het proefschrift Over verbindtenissen, die uit onregtmatige daad ontstaan, wegens artikel 1401 en 1402 B.W. in zowel Romeins als hedendaags recht.
In 1861 vestigde Kist zich in Leiden als advocaat. Twee jaar later werd hij substituut-officier van justitie bij de rechtbank in Tiel en vijf jaar later werd hij in diezelfde functie benoemd in Amsterdam bij het provinciaal gerechtshof van Noord-Holland. Op 1 januari 1876 werden de provinciale gerechtshoven opgeheven en kwamen daarvoor in de plaatst vijf regionale gerechtshoven. Bij de start van het nieuwe gerechtshof in Amsterdam werd Kist daar benoemd tot advocaat-generaal. In 1877 werd hij bij datzelfde gerechtshof procureur-generaal wat hij tot zijn pensioen in december 1903 zou blijven.
Naast deze carrière bij het Openbaar Ministerie, was hij tevens actief in politiek. Van 1881 tot 1888 was hij als liberaal lid van de Tweede Kamer voor het kiesdistrict Amsterdam. Verder was hij van vanaf 1871 lid van de Provinciale Staten van Noord-Holland voor het kiesdistrict Amsterdam tot zij Kist in 1891 afvaardigden voor de Eerste Kamer. Hij bleef Eerste Kamer-lid tot hij in 1912 tijdens een wandeling in Laren op 75-jarige leeftijd overleed.
Tijdens de Lintjesaffaire behoorde Kist in 1910 tot de drie leden van de ereraad.
- Biografisch Portaal: 03422582
- Digitale Bibliotheek voor de Nederlandse Letteren: kist007
- Parlement.com: vg09ll29nbt5
- Virtual International Authority File: 285544197